# 盤の沢山
盤の沢山（ばんのさわやま）は、北海道札幌市南区豊滝に所在する山。南区内には焼山や豊見山のような小規模の独立峰が並ぶ一帯があり、その西端に位置する。
標高はおよそ940メートルとされるものの、正確な値は不明である。頂稜の北寄りに設けられた三角点は標高893メートルだが、そこからさらに進んだ南端に最高点がある。
豊滝集落を南に抜けて「龍神の水」で知られる神社を過ぎ、豊滝市民の森散策路を少し進んだあたりに登山口がある。2本の林道を横切り、標高差約150メートルの急登を越えると頂稜に出る。三角点から最高点までの距離は500メートルで、左右が絶壁になっているため注意が必要である。

## ギャラリー

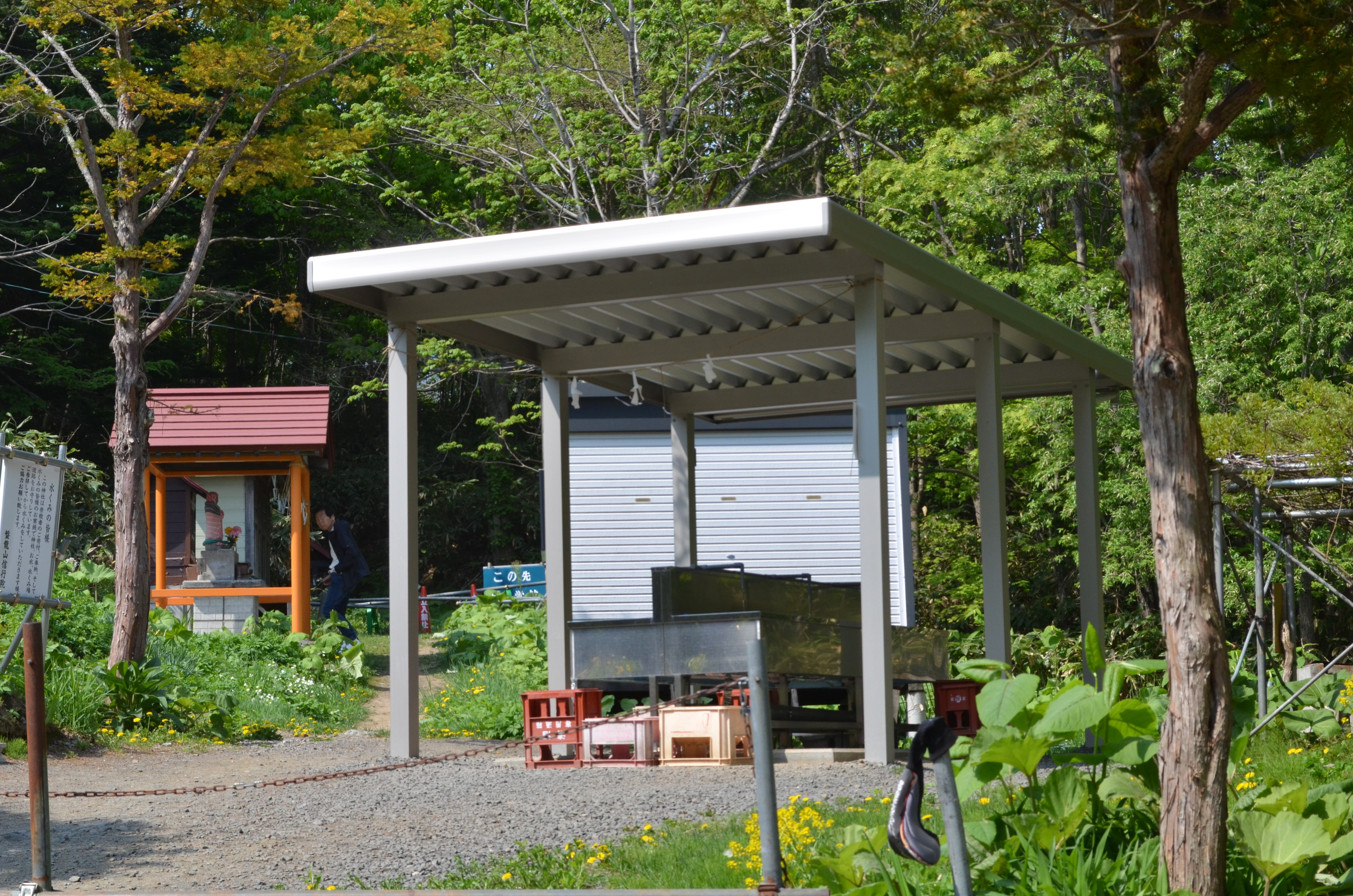
龍神の水
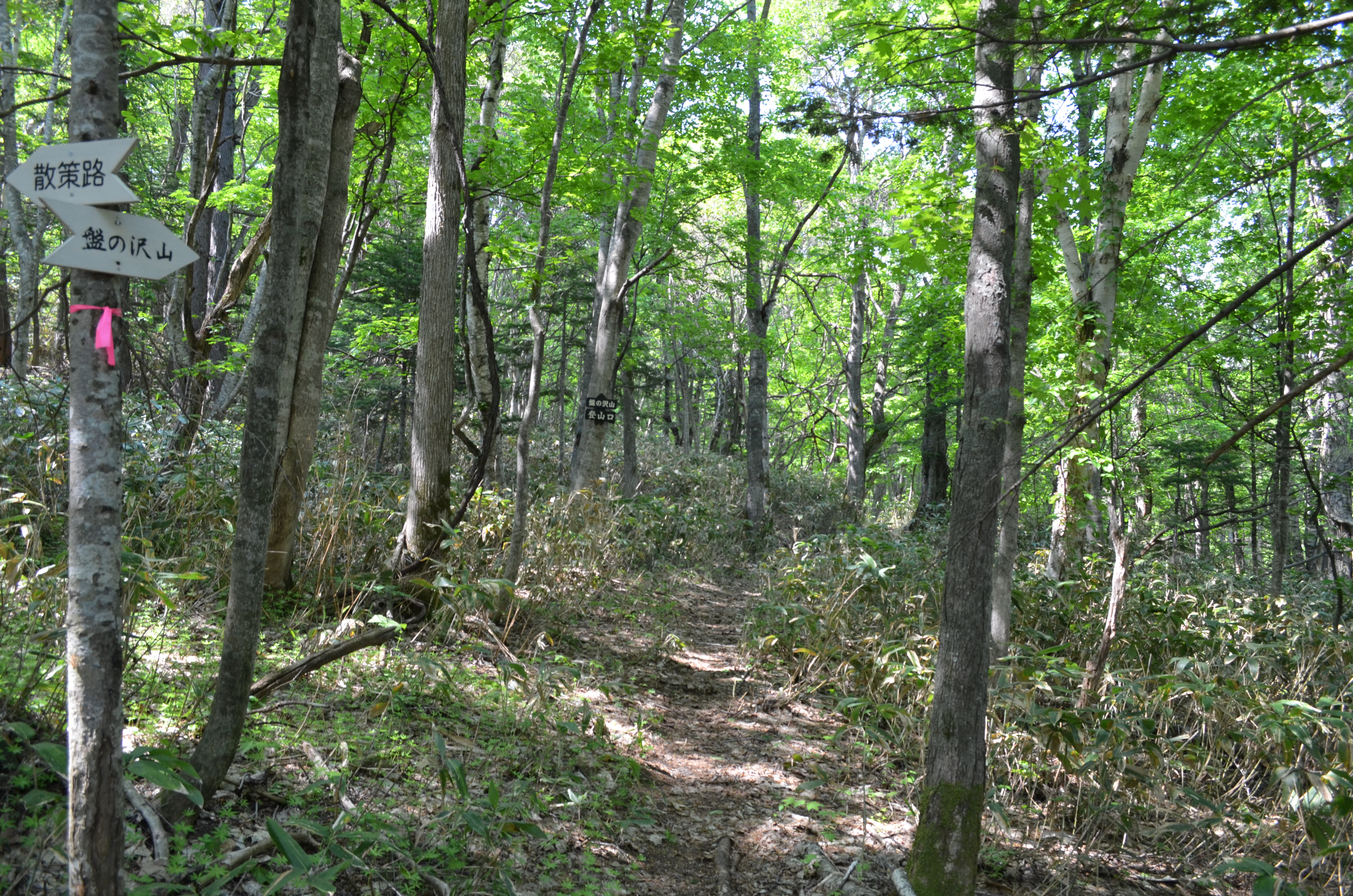
登山口
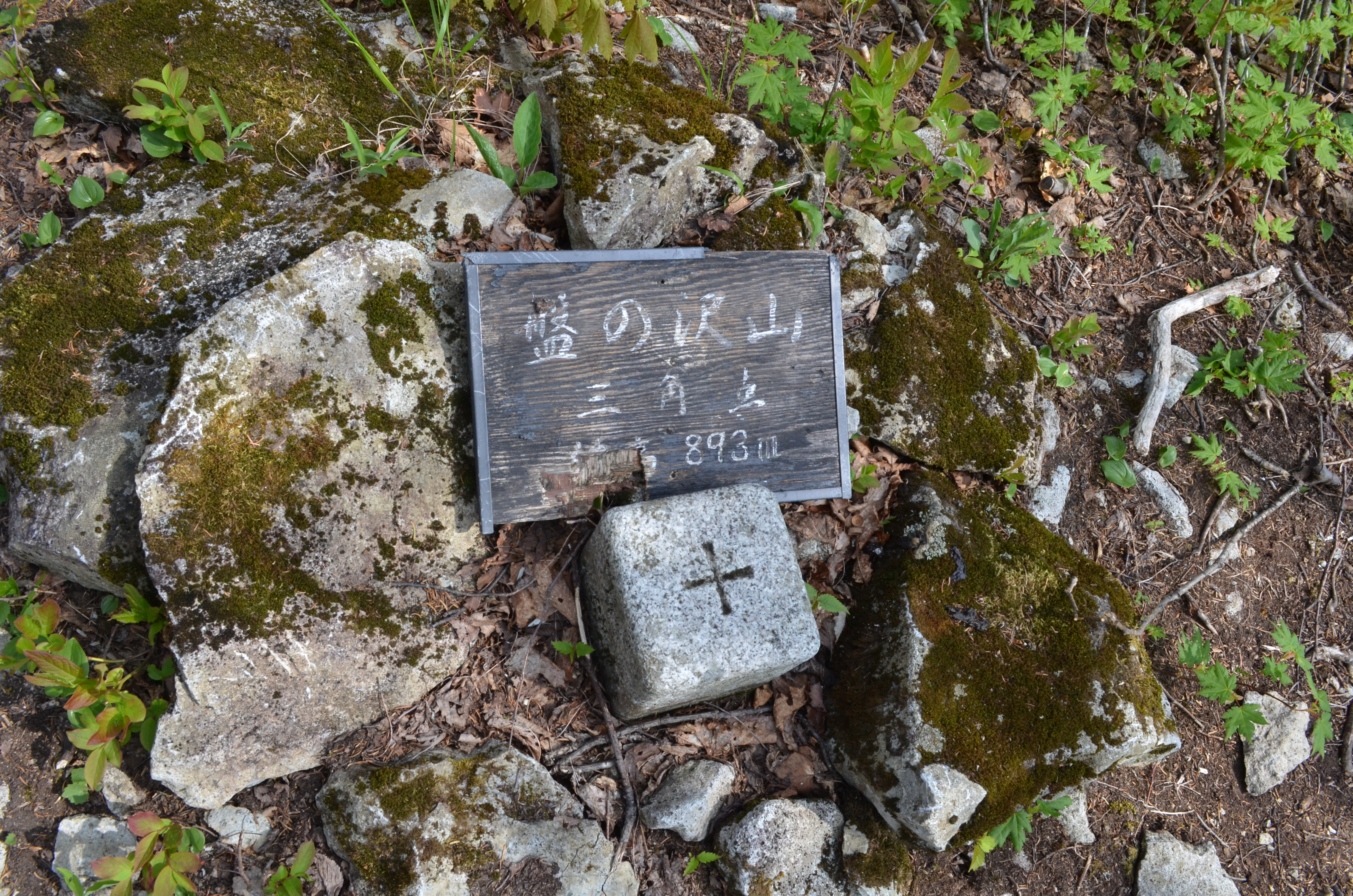
三角点
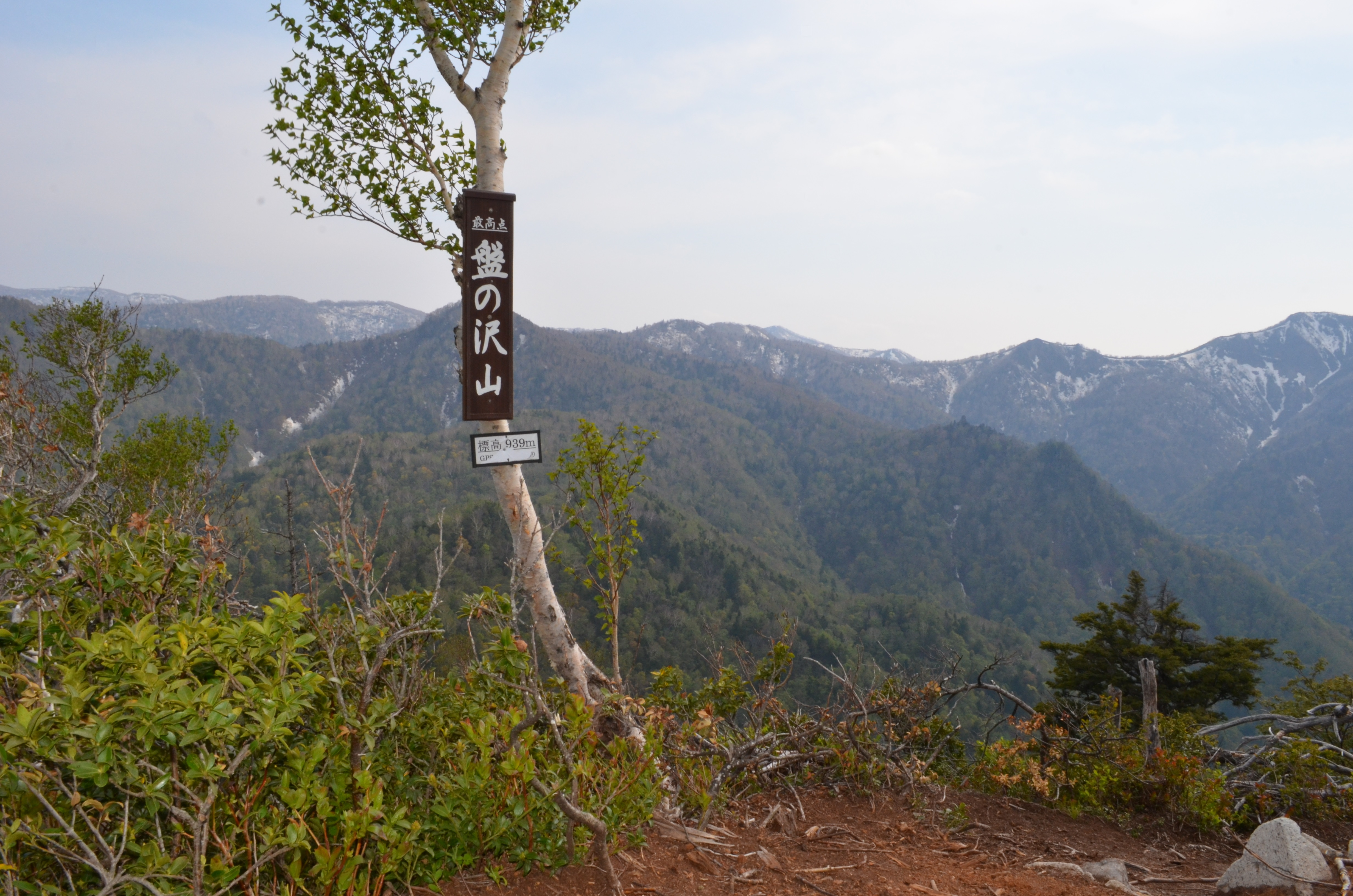
最高点